# Leuven Lions
I Leuven Lions sono una squadra di football americano di Lovanio, in Belgio.
Fondati nel 1986, hanno conquistato 1 campionato belga.

## Dettaglio stagioni

### Campionato

#### BFL/BAFL
| Stagione | regular season | regular season | regular season | regular season | regular season | regular season | playoff | playoff | playoff | playoff | playoff | playoff   | playoff    |
|          | Vin            | Par            | Per            | Tot            | PF             | PS             | Vin     | Per     | Tot     | PF      | PS      | risultato | avversaria |
| -------- | -------------- | -------------- | -------------- | -------------- | -------------- | -------------- | ------- | ------- | ------- | ------- | ------- | --------- | ---------- |
| 2014     | 4              | 0              | 4              | 8              | 148            | 138            | -       | -       | -       | -       | -       | -         | -          |
| 2015     | 2              | 0              | 5              | 7              | 84             | 184            | -       | -       | -       | -       | -       | -         | -          |
| Totale   | 6              | 0              | 9              | 15             | 232            | 322            | -       | -       | -       | -       | -       |           |            |

Fonti: Enciclopedia del Football - A cura di Roberto Mezzetti

#### BAFL National
| Stagione | regular season | regular season | regular season | regular season | regular season | regular season | playoff | playoff | playoff | playoff | playoff | playoff   | playoff    |
|          | Vin            | Par            | Per            | Tot            | PF             | PS             | Vin     | Per     | Tot     | PF      | PS      | risultato | avversaria |
| -------- | -------------- | -------------- | -------------- | -------------- | -------------- | -------------- | ------- | ------- | ------- | ------- | ------- | --------- | ---------- |
| 2019     | 1              | 0              | 5              | 6              | 90             | 225            | -       | -       | -       | -       | -       | -         | -          |
| 2020     | 1              | 0              | 1              | 2              | 12             | 30             | -       | -       | -       | -       | -       | -         | -          |
| Totale   | 2              | 0              | 6              | 8              | 102            | 255            | -       | -       | -       | -       | -       |           |            |

Fonti: Enciclopedia del Football - A cura di Roberto Mezzetti

#### FAFL DII
| Stagione | regular season | regular season | regular season | regular season | regular season | regular season | playoff | playoff | playoff | playoff | playoff | playoff    | playoff       |
|          | Vin            | Par            | Per            | Tot            | PF             | PS             | Vin     | Per     | Tot     | PF      | PS      | risultato  | avversaria    |
| -------- | -------------- | -------------- | -------------- | -------------- | -------------- | -------------- | ------- | ------- | ------- | ------- | ------- | ---------- | ------------- |
| 2016     | 2              | 0              | 4              | 6              | 120            | 134            | -       | -       | -       | -       | -       | -          | -             |
| 2017     | 4              | 0              | 2              | 6              | 150            | 92             | 0       | 1       | 1       | 14      | 15      | Semifinale | Izegem Tribes |
| 2018     | 2              | 1              | 5              | 8              | 91             | 186            | -       | -       | -       | -       | -       | -          | -             |
| Totale   | 8              | 1              | 11             | 20             | 361            | 412            | 0       | 1       | 1       | 14      | 15      |            |               |

Fonti: Enciclopedia del Football - A cura di Roberto Mezzetti

## Riepilogo fasi finali disputate
| Anno          | Luogo | Evento           | Fase del torneo | Incontro                     | Risultato |
| 4 giugno 2017 |       | FAFL Division II | Semifinale      | Leuven Lions - Izegem Tribes | 14 - 15   |

## Palmarès
- 1 Campionato belga (1992)